# Anno 2205
Anno 2205 — відеогра жанру містобудівного та економічного симулятора з елементами стратегії в реальному часі. Розроблена і видана компанією Ubisoft. Anno 2205 — шоста гра серії Anno. Як і в Anno 2070, дія гри розгортається в майбутньому, але тепер гравець має можливість створити колонії на Місяці.
Гравець виступає в ролі директора приватної компанії, яка займається будівництвом міст і налагодженням виробничих ланцюжків ресурсів. На відміну від попередньої гри, де карти створювалися за допомогою процедурної генерації, в Anno 2205 карти зроблені вручну і можуть дати гравцеві унікальні завдання, такі, як ремонт зруйнованих гребель або освоєння архіпелагу з декількох островів. Anno 2205 надає гравцеві можливість «мультисесійної» гри, коли кожне окреме місто будується в тій чи іншій частині єдиного світу і можна забудувати містами всю планету.

## Ігровий процес
Основною відмінністю від Anno 2070 є збільшення максимальної площі міста в п'ять разів. Також в Anno 2205 реалізована можливість сесійної гри. Гравцеві надана можливість грати в трьох сесіях: помірної, арктичної й місячної. Але є і дві додаткові сесії, які відкриваються при покупці Season Pass: тундра й орбіта.
Кожна сесія розділена на три регіони, тому гравцеві надається можливість грати у дванадцяти регіонах. Гравець може грати в декількох сесіях одночасно, тобто, коли ви займаєтеся будівництвом місячної бази, міста продовжують працювати, а полярники добувають ресурси.
Оновлений рушій дозволяє максимально деталізувати ігровий процес. Кожна із сесій має свої унікальні ресурси та будівлі. Наприклад, в арктичній сесії ви зможете здобувати рідкісні ресурси для польотів на Місяць, а там зможете добувати гелій-3, необхідний для прориву у сфері термоядерної енергетики. Також тільки на Місяці є ресурси, необхідні для технологічного прогресу на Землі. Розробники реалізували в грі систему модулів, за допомогою якої можна підвищити продуктивність і скоротити кількість споживаної електроенергії. Часто будувати модулі дешевше, ніж зводити нові будівлі.

## Ігрові райони

### Помірний пояс
Регіон є одним з трьох основних регіонів в Anno 2205. Він є відправною точкою створення корпорації гравця, і його основним джерелом доходу. Сектори регіону складаються з великих островів, призначених для підтримки великих міст, а також відповідних виробничих потужностей. Це єдиний регіон з більш ніж двома рівнями населення: будинки робітників, операторів, керівників і інвесторів.

## Системні вимоги
Системні вимоги, необхідні для гри в Anno 2205:
| Характеристика | Мінімальні вимоги                                                                | Рекомендовані вимоги                                                                         |
| -------------- | -------------------------------------------------------------------------------- | -------------------------------------------------------------------------------------------- |
| ОС             | Windows 7 SP1, Windows 8, Windows 10 (64-бітні версії)                           | Windows 7 SP1, Windows 8, Windows 10 (64-бітні версії)                                       |
| Процесор       | Intel Core i5 750 @ 2,6 ГГц, AMD Phenom II X4 @ 3,2 ГГц                          | Intel Core i5 2400s @ 2,5 ГГц, AMD FX 4100 @ 3,6 ГГц                                         |
| ОЗУ            | 4 ГБ                                                                             | 8 ГБ                                                                                         |
| Місце на диску | 35 ГБ                                                                            | 35 ГБ                                                                                        |
| Відеокарта     | nVidia GeForce GTX 460, AMD Radeon HD5870, інша з 1024MB VRAM і Shader Model 5.0 | nVidia GeForce GTX 680, AMD Radeon HD7970, інша з 2048MB VRAM або більше, і Shader Model 5.0 |
| Звукова карта  | DirectX-сумісна звукова карта з останніми драйверами                             | DirectX-сумісна звукова карта з останніми драйверами                                         |